# Christian Luiga
Carl Peter Christian Luiga, född 3 maj 1968, är en svensk företagsledare som är CFO för Spotify, världens största musiktjänst på internet, ett bolag som är listat på New York Stock Exchange (NYSE). Han var Vice VD och CFO för Saab AB mellan 2020 och September 2024. Han var även koncernchef och VD för telekommunikationsföretaget Telia Company från den 12 september 2019 till den 3 maj 2020. Innan han blev utsedd till det, var han deras finansdirektör.
Christian Luiga är Styrelseledamot i Axfood AB sedan mars 2020 och var tidigare bland annat styrelseledamot i Beredskapslyftet och Combitech AB.
Han har tidigare arbetat bland annat för konsultföretagen Framfab och Teleca AB.